# Spézet
Spézet (bretonisch Speied) ist eine französische Gemeinde mit 1743 Einwohnern (Stand 1. Januar 2022) im Département Finistère.

## Lage
Der Ort befindet sich zentral im Westen der Bretagne nahe dem Fluss Aulne am nördlichen Rand des Höhenzuges Montagnes Noires.
Quimper liegt 35 Kilometer südwestlich, die Groß- und Hafenstadt Brest 60 Kilometer nordwestlich und Paris etwa 460 Kilometer östlich (Angaben in Luftlinie).

## Verkehr
Bei Châteaulin, Quimper und Rosporden im Westen bzw. Süden gibt es Abfahrten an der Schnellstraße E 60 Brest-Nantes und bei Landivisiau und Morlaix im Norden an der E 50 Brest-Rennes. 
In den vorgenannten Gemeinden befinden sich auch Bahnhöfe an den überwiegend parallel verlaufenden Regionalbahnstrecken. Der Bahnhof von Brest ist Endpunkt des TGV Atlantique nach Paris.
Die Flughäfen Aéroport de Brest Bretagne nahe Brest und Aéroport de Lorient Bretagne Sud
 bei Lorient sind die nächsten Regionalflughäfen.
Beim zur Gemeinde gehörenden Ort Pont-Triffen mündet die Hyère in den Fluss Aulne. Sie bilden gemeinsam einen Teilabschnitt des Canal de Nantes à Brest, der mit Schiffen befahren werden kann. Flussaufwärts von Pont-Triffen ist der Kanal derzeit nur bis Carhaix-Plouguer befahrbar.

## Bevölkerungsentwicklung
| Jahr                       | 1962 | 1968 | 1975 | 1982 | 1990 | 1999 | 2009 | 2017 |
| Einwohner                  | 2555 | 2299 | 2165 | 2076 | 624  | 1861 | 1824 | 1808 |
| Quellen: Cassini und INSEE |      |      |      |      |      |      |      |      |

## Sehenswürdigkeiten

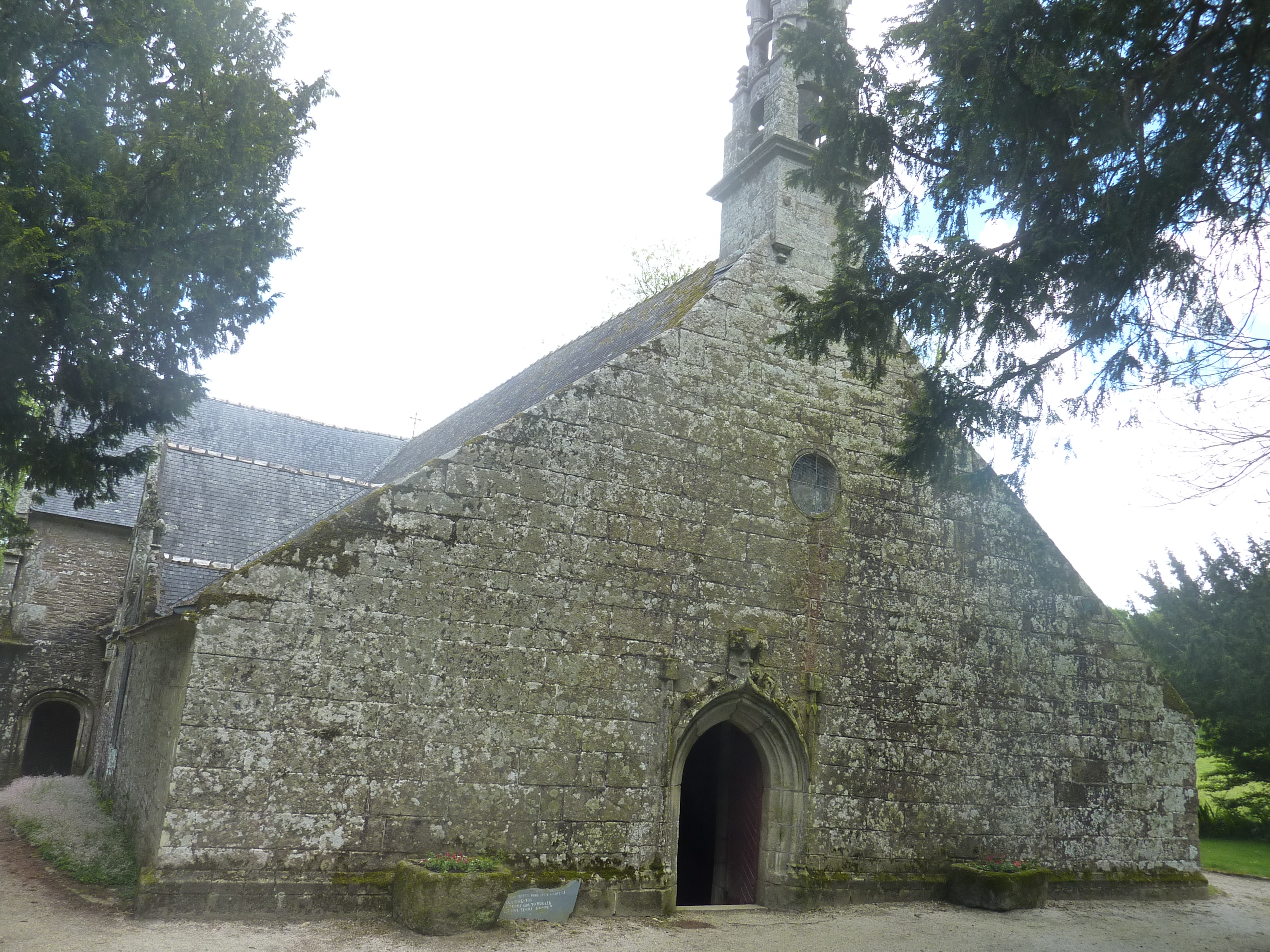
Kapelle Notre-Dame du Crann

Die Sehenswürdigkeit der Gemeinde ist die Kapelle Notre-Dame du Crann aus dem Jahr 1535 (siehe auch Fenster Geburt Jesu). 
Das Alignement du Bois du Duc (Monument historique) liegt an einem Waldrand in Spézet.
Das Schloss Château de Trévarez befindet sich in unmittelbarer Nähe in der Nachbargemeinde Saint-Goazec.
Siehe auch: Liste der Monuments historiques in Spézet

## Gemeindepartnerschaften
Die Gemeinde Spézet hat eine Partnerschaft mit Roundwood, einem der höchstgelegenen Dörfer in Irland.